# Superterra

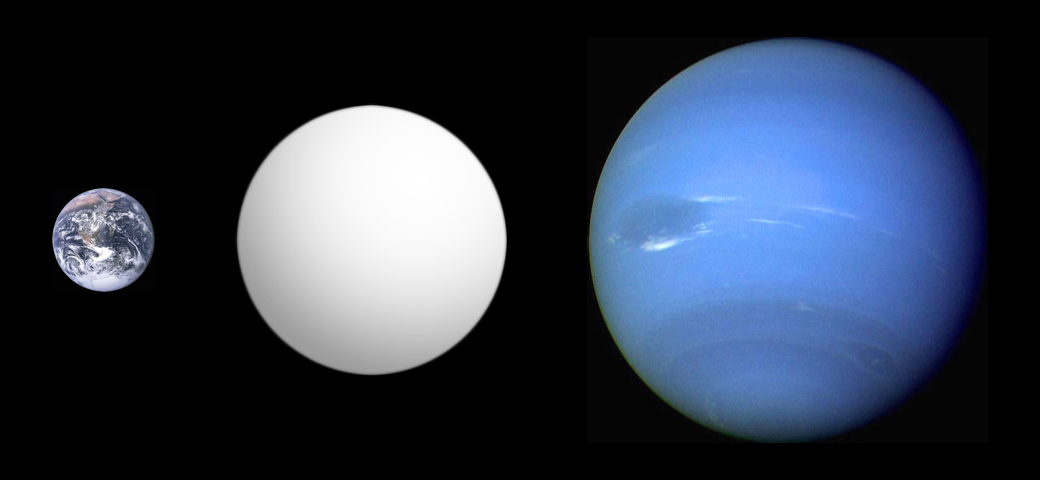
Il·lustració de la mida inferida de la superterra GJ 1214 b (al centre) comparada amb la Terra i Neptú

En astronomia, una superterra és un planeta de fora del sistema solar (planeta extrasolar) de tipus rocós que té una massa d'entre 1,9–5 i 10 vegades la massa terrestre (M⊕);
Una superterra és un planeta de fora del sistema solar (planeta extrasolar) amb una massa que es trobi entre la de la Terra i la dels gegants gasosos del sistema solar. El terme superterra es refereix només a la massa i no implica dir res sobre les condicions d'habitabilitat que tinguin els planetes en la seva superfície.

## Definició

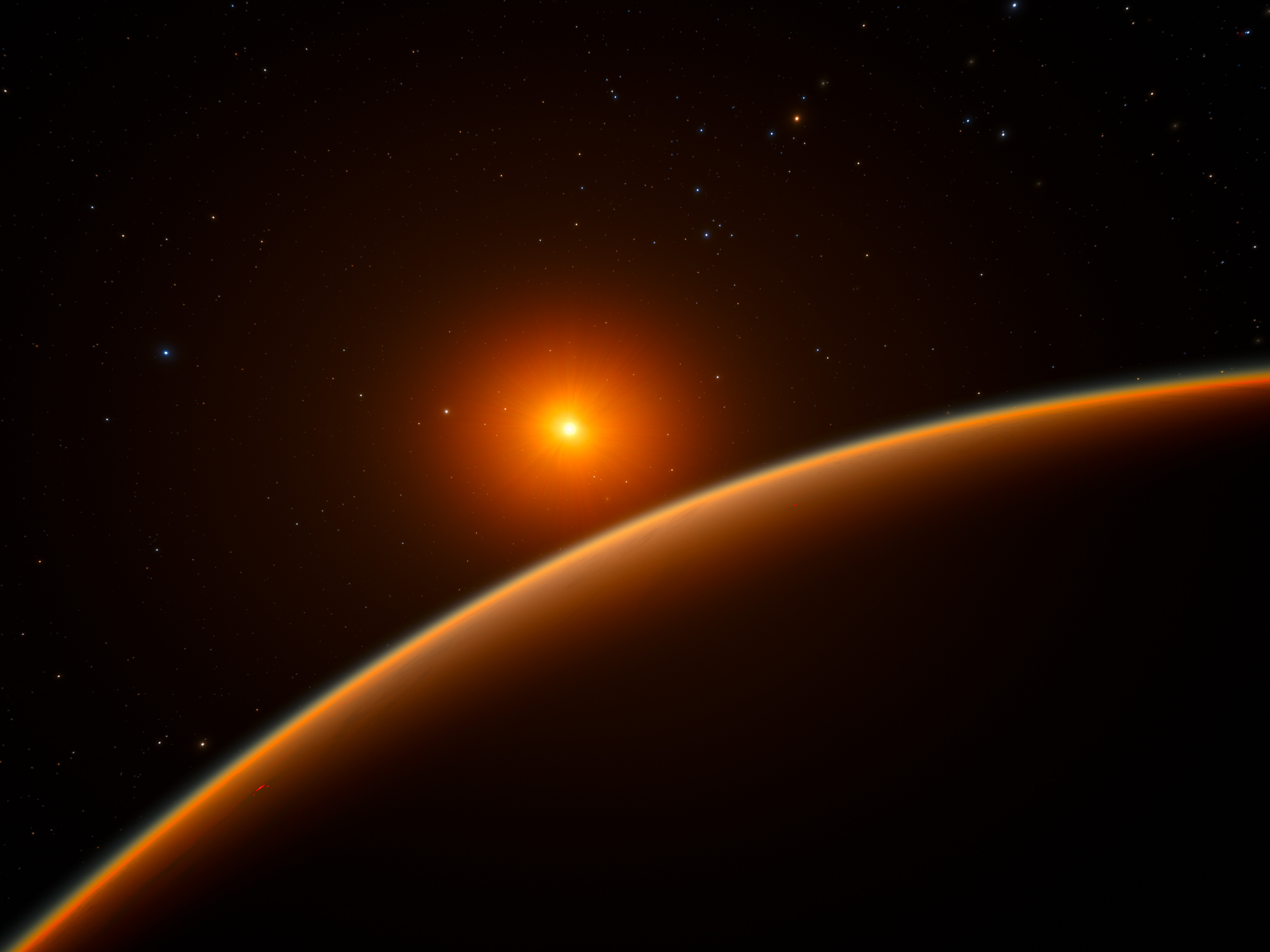
Impressió artística de l'exoplaneta superterra LHS 1140b.

En general, les superterres es defineixen per les seves masses. El terme no implica temperatures, composicions, propietats orbitals, habitabilitat o ambients. Tot i que les fonts generalment coincideixen en un límit superior de 10 masses terrestres (~69% de la massa d'Urà, que és el planeta gegant del Sistema solar amb menys massa), el límit inferior varia d'1 o 1.9 a 5, amb altres definicions que apareixen als mitjans de comunicació populars. Els astrònoms també utilitzen el terme "superterra" per referir-se a planetes més grans que els planetes semblants a la Terra (de 0,8 a 1,2 de radi terrestre), però més petits que els minineptuns (de 2 a 4 radis terrestres).
Aquesta definició la va fer el personal del telescopi espacial Kepler.
Alguns autors suggereixen, a més, que el terme superterra es podria limitar a planetes rocosos sense atmosfera significativa, o planetes que no només tenen atmosferes, sinó també superfícies sòlides o oceans amb un límit nítid entre líquid i atmosfera, que els quatre planetes gegants del Sistema solar no en té.
Els planetes per sobre de 10 masses terrestres s'anomenen planetes sòlids massius, megaterres, o planetes gegants gasosos, segons si són majoritàriament roca i gel o majoritàriament gas.

## Història i descobriments

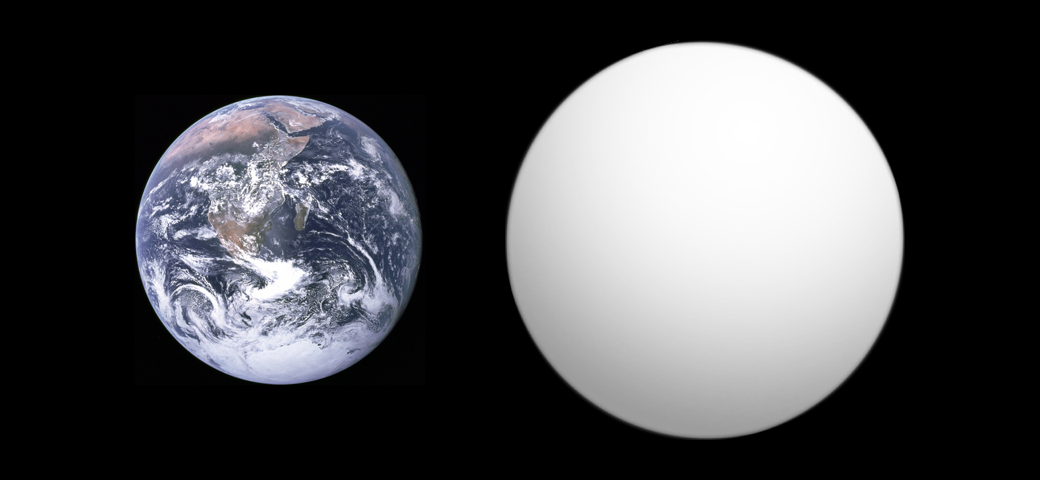
Il·lustració de la mida inferida de la superterra Kepler-10b (dreta) en comparació amb la Terra

### Primera

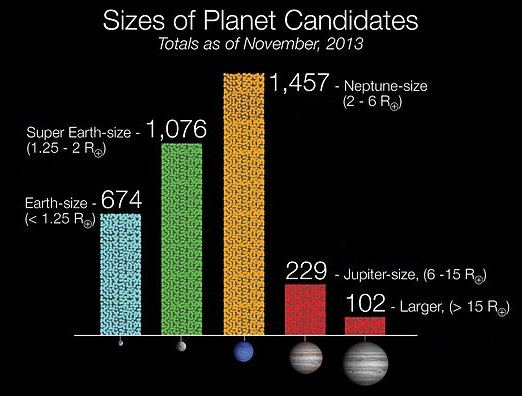
Mides dels candidats a planetes Kepler: basat en 2.740 candidats que orbitaven 2.036 estrelles a partir del 4 de novembre de 2013 (NASA)
Mides dels candidats a planeta Kepler: basat en 2.740 candidats que orbitaven 2.036 estrelles a partir del 4 de novembre de 2013 (NASA)

Les primeres superterres van ser descobertes per Aleksander Wolszczan i Dale Frail al voltant del púlsar PSR B1257+12 l'any 1992. Els dos planetes exteriors (Poltergeist i Phobetor) del sistema tenen masses d'unes quatre vegades superiors a la Terra, massa petites per ser gegants gasosos.
La primera superterra al voltant d'una estrella de seqüència principal va ser descoberta per un equip dirigit per Eugenio Rivera el 2005. Orbita al voltant de Gliese 876 i va rebre la designació de Gliese 876 d (dos gegants gasosos de la mida de Júpiter havien estat descoberts anteriorment en aquest sistema). Té una massa estimada de 7,5 masses terrestres i un període orbital molt curt d'uns 2 dies. A causa de la proximitat de Gliese 876 d amb la seva estrella amfitriona (una estrella nana roja), pot tenir una temperatura superficial de 430–650 kelvin i sigui massa calent per suportar aigua líquida.

### Primera zona habitable
L'abril de 2007, un equip dirigit per Stéphane Udry amb seu a Suïssa va anunciar el descobriment de dues noves superterres dins del sistema planetari Gliese 581, totes dues a la vora de la zona habitable al voltant de l'estrella on pot ser possible que hi hagi aigua líquida a la superfície. Amb Gliese 581c que té una massa d'almenys 5 masses terrestres i una distància de Gliese 581 de 0,073 unitat astronòmiques (11 milions de km), es troba a la "vora càlida" de la zona habitable al voltant de Gliese 581 amb una temperatura mitjana estimada (sense considerar els efectes de l'atmosfera) de -3 graus centígrads amb una albedo comparable a Venus i 40 graus centígrads amb una albedo comparable. a la Terra. Les investigacions posteriors van suggerir que Gliese 581c probablement havia patit un efecte hivernacle descontrolat com Venus.

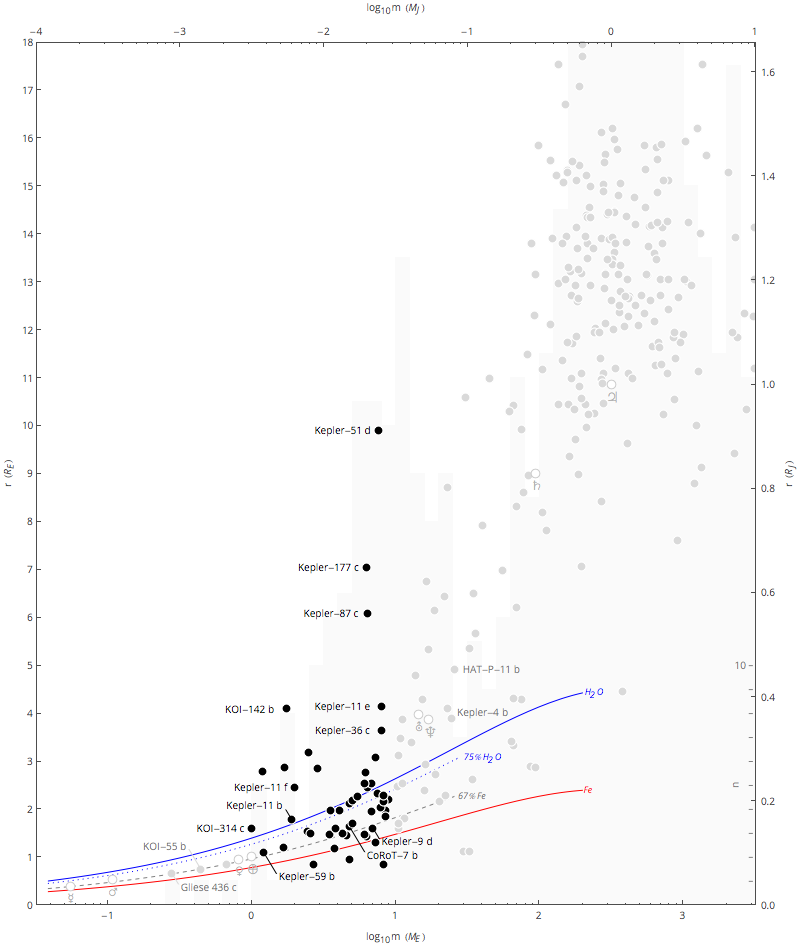
Valors de massa i radi per a superterres en trànsit en el context d'altres exoplanetes detectats i models de composició seleccionats. La línia "Fe" defineix planetes fets purament de ferro, i "H₂O" per als fets d'aigua. Els que estan situats entre les dues línies, i més a prop de la línia Fe, són probablement planetes rocosos sòlids, mentre que els que estan a prop o per sobre de la línia d'aigua són més probables gasosos i/o líquids. Els planetes del Sistema Solar es troben a la carta, etiquetats amb els seus símbols astronòmics.

### Altres per any

#### 2006
El 2006 es van descobrir dues superterres més: OGLE-2005-BLG-390 L b amb una massa de 5,5 masses terrestres, que es va trobar mitjançant microlents gravitacionals, i HD 69830 b amb una massa de 10 masses terrestres.

#### 2008
La superterra més petita trobada a partir del 2008 va ser MOA-2007-BLG-192Lb. El planeta va ser anunciat per l'astrofísic David P. Bennett per a la col·laboració internacional del MOA el 2 de juny de 2008. Aquest planeta té aproximadament 3,3 masses terrestres i orbita una nana marró. Va ser detectat per microlents gravitacionals.
El juny de 2008, els investigadors europeus van anunciar el descobriment de tres superterres al voltant de l'estrella HD 40307, una estrella que només és una mica menys massiva que el Sol. Els planetes tenen almenys les següents masses mínimes: 4,2, 6,7 i 9,4 vegades la de la Terra. Els planetes van ser detectats pel mètode de la velocitat radial pel HARPS (High Accuracy Radial Velocity Planet Searcher) a Xile.
A més, el mateix equip d'investigació europeu va anunciar un planeta 7,5 vegades la massa terrestre que orbita a l'estrella HD 181433. Aquesta estrella també té un planeta semblant a Júpiter que l'orbita cada tres anys.

#### 2009
El planeta COROT-7b, amb una massa estimada en 4,8 masses terrestres i un període orbital de només 0,853 dies, es va anunciar el 3 de febrer de 2009. L'estimació de densitat obtinguda per a COROT-7b apunta a una composició que inclou minerals de silicat rocosos similars. al dels quatre planetes interiors del Sistema solar, un descobriment nou i significatiu. COROT-7b, descobert just després de HD 7924 b, és la primera superterra descoberta que orbita una estrella de seqüència principal que és de classe G o més gran.
El descobriment de Gliese 581e amb una massa mínima d'1,9 masses terrestres es va anunciar el 21 d'abril de 2009. En aquell moment era el planeta extrasolar més petit descobert al voltant d'una estrella normal i el més proper en massa a la Terra. Es troba a una distància orbital de només 0,03 ua i orbita la seva estrella en només 3,15 dies, no es troba a la zona habitable, i pot tenir 100 vegades més escalfament de marea que el satèl·lit volcànic de Júpiter Io.
Un planeta trobat el desembre de 2009, GJ 1214 b, és 2,7 vegades més gran que la Terra i orbita una estrella molt més petita i menys lluminosa que el Sol. "Probablement aquest planeta té aigua líquida", va dir David Charbonneau, professor d'astronomia de Harvard i autor principal d'un article sobre el descobriment. Tanmateix, els models interiors d'aquest planeta suggereixen que en la majoria de les condicions no té aigua líquida.
Al novembre de 2009, s'havien descobert un total de 30 superterres, 24 de les quals van ser observades per primera vegada pel HARPS.

#### 2010
Descobert el 5 de gener de 2010, un planeta HD 156668 b amb una massa mínima de 4,15 masses terrestres, és el planeta menys massiu detectat pel mètode de velocitat radial. L'únic planeta de velocitat radial confirmat més petit que aquest planeta és Gliese 581e amb 1,9 masses terrestres (vegeu més amunt). El 24 d'agost, els astrònoms que utilitzaven l'instrument HARPS de l'ESO van anunciar el descobriment d'un sistema planetari amb fins a set planetes que orbita a una estrella semblant al Sol, HD 10180, un dels quals, tot i que encara no s'ha confirmat, té una massa mínima estimada de 1,35 ± 0,23 vegades la de la Terra, que seria la massa més baixa de qualsevol exoplaneta trobat fins ara orbitant una estrella de la seqüència principal. Encara que no s'ha confirmat, hi ha un 98,6% de probabilitat que aquest planeta existeixi.
La National Science Foundation va anunciar el 29 de setembre el descobriment d'una quarta superterra (Gliese 581g) que orbita a dins del sistema planetari Gliese 581. El planeta té una massa mínima 3,1 vegades la de la Terra i una òrbita gairebé circular a 0,146 ua amb un període de 36,6 dies, situant-lo al mig de la zona habitable on podria existir aigua líquida i a mig camí entre els planetes c i d. Va ser descobert mitjançant el mètode de la velocitat radial per científics de la Universitat de Califòrnia a Santa Cruz i la Institució Carnegie de Washington. No obstant això, l'existència de Gliese 581 g ha estat qüestionada per un altre equip d'astrònoms, i actualment està catalogada com a no confirmada a Extrasolar Planets Encyclopaedia.

#### 2011
El 2 de febrer, l'equip de missió de l'Observatori espacial Kepler va publicar una llista de 1235 candidats a planetes extrasolars, inclosos 68 candidats d'aproximadament la mida de superterra (Rp < 1,25 Re) i 288 candidats de la mida de supeterra (1,25 Re < Rp < 2 Re). A més, es van detectar 54 planetes candidats a la "zona habitable". Sis candidats en aquesta zona eren menys del doble de la mida de la Terra [és a dir: KOI 326,01 (Rp = 0,85), KOI 701,03 (Rp = 1,73), KOI 268,01 (Rp = 1,75), KOI 1026,01 (Rp = 1,77), KOI. 854,01 (Rp=1,91), KOI 70,03 (Rp=1,96) – Taula 6] Un estudi més recent va trobar que un d'aquests candidats (KOI 326.01) és de fet molt més gran i més calent del que es va informar inicialment. Basant-se en les últimes troballes de Kepler, l'astrònom Seth Shostak estima que "dins de mil anys llum de la Terra" hi ha "almenys 30.000 d'aquests mons habitables". També a partir de les troballes, l'equip Kepler ha estimat "almenys 50.000 milions de planetes a la Via Làctia" dels quals "almenys 500 milions" es troben a la zona habitable.
El 17 d'agost, es va trobar una superterra HD 85512 b potencialment habitable amb l'ús del HARPS així com un sistema de tres superterres 82 G. Eridani. A HD 85512 b, seria habitable si presenta més del 50% de nuvolositat. Aleshores, menys d'un mes després, es va anunciar una allau de 41 nous exoplanetes, incloses 10 superterres.
El 5 de desembre de 2011, el telescopi espacial Kepler va descobrir el seu primer planeta dins de la zona habitable o "regió dels rinxols d'or" de la seva estrella semblant al Sol. Kepler-22b té 2,4 vegades el radi de la Terra i ocupa una òrbita un 15% més propera a la seva estrella que la Terra al Sol. Això es compensa, però, ja que l'estrella, amb una G5V de tipus espectral, és lleugerament més tènue que el Sol (G2V). Així, les temperatures superficials encara permetrien que l'aigua líquida a la seva superfície.
El 5 de desembre de 2011, l'equip de Kepler va anunciar que havia descobert 2.326 candidats planetaris, dels quals 207 són de mida similar a la de la Terra, 680 són de mida superterra, 1.181 són de mida de Neptú, 203 són de mida de Júpiter i 55 són més grans que Júpiter. En comparació amb les xifres de febrer de 2011, el nombre de planetes de la mida de la Terra i de la mida d'una superterra va augmentar un 200% i un 140% respectivament. A més, es van trobar 48 planetes candidats a les zones habitables d'estrelles enquestades, la qual cosa suposa una disminució respecte a la xifra de febrer; això es va deure als criteris més estrictes que s'utilitzen a les dades de desembre.

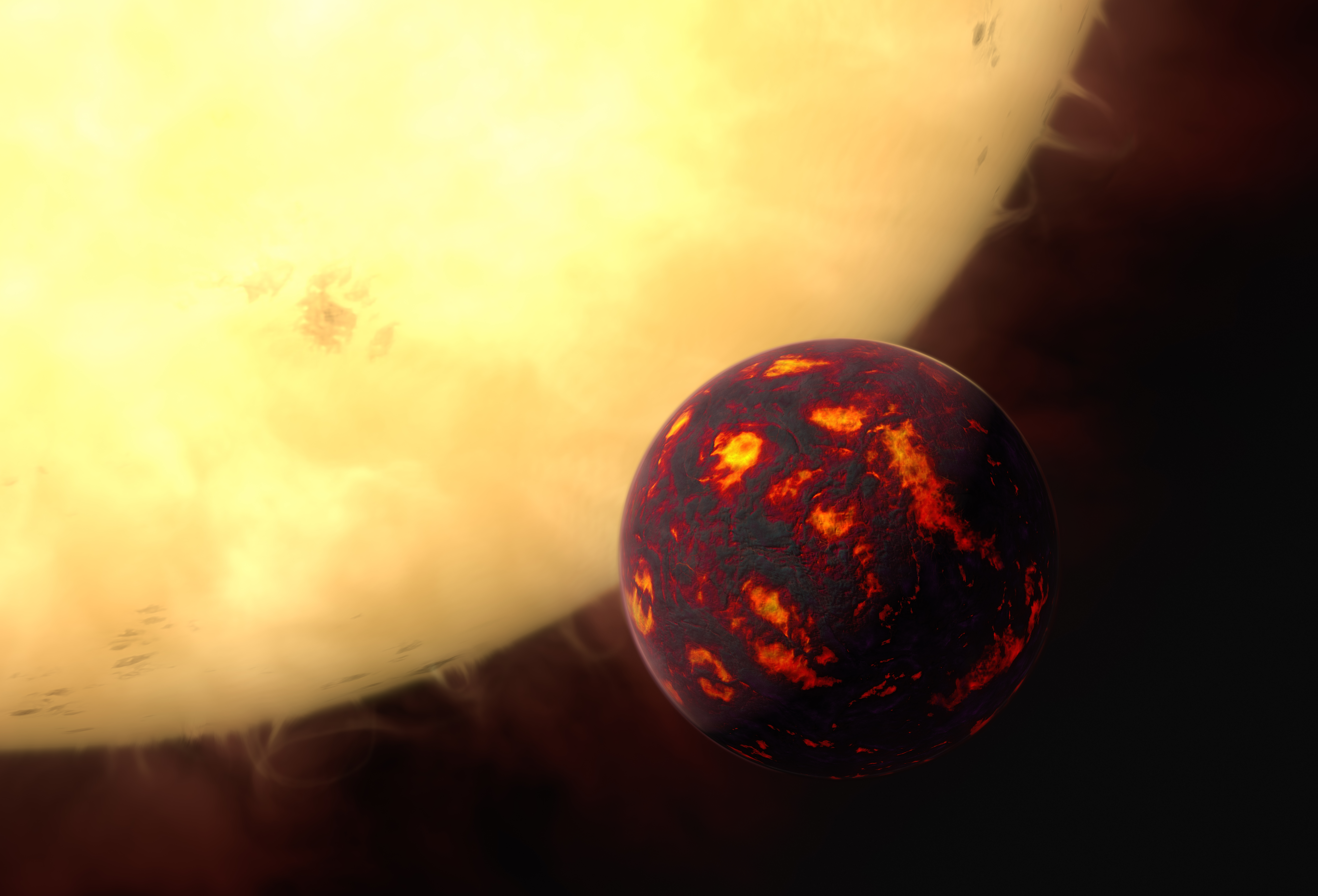
Impressió artística de 55 Cancri e davant de la seva estrella mare.

El 2011, es va calcular una densitat de 55 Cancri e que va resultar ser similar a la de la Terra. Amb una mida d'uns 2 radis terrestres, va ser el planeta més gran fins al 2014, que es va determinar que no tenia una atmosfera d'hidrogen important.
El 20 de desembre de 2011, l'equip Kepler va anunciar el descobriment dels primers exoplanetes de la mida de la Terra, Kepler-20e i Kepler-20f, que orbiten a una estrella semblant al Sol, Kepler-20.
El planeta Gliese 667 Cb (GJ 667 Cb) va ser anunciat pel HARPS el 19 d'octubre de 2009, juntament amb 29 planetes més, mentre que Gliese 667 Cc (GJ 667 Cb) es va incloure en un article publicat el 21 de novembre. 2011. A principis de febrer de 2012 es van publicar dades més detallades sobre Gliese 667 Cc.

#### 2012
El setembre de 2012, el descobriment de dos planetes que orbiten a Gliese 163 es va anunciar. Un dels planetes, Gliese 163 c, aproximadament 6,9 vegades la massa de la Terra i una mica més calent, es considerava dins de la zona habitable.

#### 2013
El 7 de gener de 2013, els astrònoms de l'Observatori espacial Kepler van anunciar el descobriment de Kepler-69c (abans KOI-172.02), un candidat a un exoplaneta semblant a la Terra (1,5 vegades el radi de la Terra) que orbita a una estrella semblant al Sol a la zona habitable i possiblement un "candidat principal per acollir ida alienígena".
L'abril de 2013, utilitzant observacions de l'equip de la missió Kepler de la NASA dirigit per William Borucki, del Centre de Recerca Ames de l'agència, va trobar cinc planetes que orbiten a la zona habitable d'una estrella semblant al Sol, Kepler-62, A 1.200 anys llum de la Terra. These new super-Earths have radii of 1.3, 1.4, 1.6, and 1.9 times that of Earth. El modelatge teòric de dues d'aquestes superterres, Kepler-62e i Kepler-62f, suggereix que ambdues podrien ser sòlides, ja sigui rocoses o rocoses amb aigua congelada.
El 25 de juny de 2013, es van trobar tres planetes superterres que orbiten a una estrella propera a una distància on en teoria podria existir vida, segons un recompte rècord anunciat dimarts per l'Observatori Europeu del Sud. Formen part d'un cúmul de fins a set planetes que envolten Gliese 667C, una de les tres estrelles situades relativament a 22 anys llum de la Terra a la constel·lació de l'Escorpí, va dir. Els planetes orbiten Gliese 667C a l'anomenada zona rinxols d'or, una distància de l'estrella a la qual la temperatura és la adequada perquè l'aigua existeixi en forma líquida en lloc de ser eliminada per la radiació estel·lar o bloquejada permanentment en el gel.

#### 2014
El maig de 2014, es va determinar que Kepler-10c descobert anteriorment tenia la massa comparable a Neptú (17 masses terrestres). Amb un radi de 2,35 R🜨, actualment és el planeta conegut més gran que probablement té una composició predominantment rocosa. Amb 17 masses terrestres, està molt per sobre del límit superior de 10 masses terrestres que s'utilitza habitualment per al terme superterra, de manera que s'ha proposat el terme de megaterra. Tanmateix, el juliol de 2017, una anàlisi més acurada de les dades del HARPS-N i HIRES va mostrar que Kepler-10c era molt menys massiu del que es pensava originalment, en lloc d'uns 7,37 (6,18 a 8,69) M🜨 amb una densitat mitjana de 3,14 g/cm3. En lloc d'una composició principalment rocosa, la massa determinada amb més precisió de Kepler-10c suggereix un món fet gairebé completament de volàtils, principalment aigua.

#### 2015
El 6 de gener de 2015, la NASA va anunciar l'exoplaneta confirmat número 1 000 descobert pel telescopi espacial Kepler. Es va trobar que tres dels exoplanetes recentment confirmats orbiten dins de zones habitables de les seves estrelles relacionades: dos dels tres, Kepler-438b i Kepler-442b, són de la mida propera a la Terra. i probablement rocosa; el tercer, Kepler-440b, és una superterra.
El 30 de juliol de 2015, Astronomy & Astrophysics publicà que s'havia trobat un sistema planetari amb tres superterres orbitant una estrella nana brillant. El sistema de quatre planetes, anomenat HD 219134, s'havia trobat a 21 anys llum de la Terra a l'hemisferi nord en forma de M de la constel·lació de Cassiopea, però no es troba a la zona habitable de la seva estrella. El planeta amb l'òrbita més curta és HD 219134 b, i és l'exoplaneta rocallós i en trànsit més proper conegut de la Terra.

#### 2016
El febrer de 2016, es va anunciar que el telescopi espacial Hubble de la NASA havia detectat hidrogen i heli (i suggeriments de cianur d'hidrogen), però sense vapor d'aigua, a l'atmosfera de 55 Cancri e, la primera vegada que es va analitzar amb èxit l'atmosfera d'un exoplaneta superterrestre.
L'agost de 2016, els astrònoms van anunciar la detecció de Proxima b, un exoplaneta de la mida de la Terra que es troba a la zona habitable de l'estrella nana vermella Proxima Centauri, l'estrella més propera al Sol. A causa de la seva proximitat a la Terra, Proxima b pot ser una destinació de sobrevol per a una flota de sondes espacials interestel·lars StarChip que actualment està desenvolupant el Projecte Breakthrough Starshot.

#### 2018
El febrer de 2018, es va informar K2-141b, un planeta de període ultracurt rocós, amb un període de 0,28 dies orbitant l'estrella amfitriona K2-141 (EPIC 246393474). Es descobreix una altra superterra, K2-155d.
El juliol de 2018 es va anunciar el descobriment de 40 d'Eridà b. Amb 16 anys llum és la superterra més propera coneguda, i la seva estrella és la segona més brillant que allotja una superterra.

#### 2019
El juliol de 2019 es va anunciar el descobriment de GJ 357 d. A trenta-un anys llum del sistema solar, el planeta es troba com a mínim a 6,1 M🜨.

#### 2021
L'any 2021 es va descobrir l'exoplaneta G 9-40 b.

#### 2022
L'any 2022 es va informar del descobriment d'una superterra al voltant de l'estrella nana vermella Ross 508. Part de l'òrbita el·líptica del planeta la porta dins de la zona habitable.

#### 2024
El 31 de gener de 2024, la NASA va informar del descobriment d'una superterra anomenada TOI-715 b situada a la zona habitable d'una estrella nana vermella a uns 137 anys llum de distància.

## Sistema solar
El sistema solar no conté superterres conegudes, perquè la Terra és el planeta terrestre més gran del sistema solar, i tots els planetes més grans tenen almenys 14 vegades la massa de la Terra i atmosferes gasoses espesses sense superfícies rocoses o aquoses ben definides; és a dir, o bé són gegants gasosos o gegants de glaç, no planetes terrestres. El gener de 2016, es va proposar l'existència d'un hipotètic novè planeta superterra al sistema solar, anomenat novè planeta, com a explicació del comportament orbital de sis objectes transneptunians, però s'especula que també és un gegant de gel com Urà o Neptú. Un model refinat el 2019 el limita a unes cinc masses terrestres; els planetes d'aquesta massa són probablement minineptuns.

## Característiques

### Densitat i composició aparent

Comparació de mides de planetes amb diferents composicions

A causa de la massa més gran de les superterres, les seves característiques físiques poden diferir de les de la Terra; Els models teòrics per a les superterres proporcionen quatre composicions principals possibles segons la seva densitat: es dedueix que les superterres de baixa densitat estan compostes principalment d'hidrogen i heli (minineptuns); es dedueix que les superterres de densitat intermèdia tenen aigua com a constituent principal (planetes oceànics), o tenen un nucli més dens envoltat d'un embolcall gasós estès (nan de gas o subneptú). Es creu que una superterra d'alta densitat és rocosa i/o metàl·lica, com la Terra i els altres planetes terrestres del Sistema Solar. L'interior d'una superterra podria estar indiferenciat, parcialment diferenciat o completament diferenciat en capes de composició diferent. Investigadors del Departament d'Astronomia de Harvard han desenvolupat eines en línia fàcils d'emprar per caracteritzar la composició  global de les superterres Un estudi sobre Gliese 876 d per un equip de Diana Valencia va revelar que seria possible inferir a partir d'un radi mesurat pel mètode de trànsit de detecció de planetes i la massa del planeta rellevant quina és la composició estructural. Per a Gliese 876 d, els càlculs van des dels 9.200 km (1,4 radis terrestres) per a un planeta rocós i un nucli de ferro molt gran fins a 12.500 km (2,0 radis terrestres) per a un planeta aquós i gelat. Dins d'aquest rang de radis, la superterra Gliese 876 d tindria una gravetat superficial entre 1,9g i 3,3g (19 i 32 m/s2). Tanmateix, no se sap que aquest planeta transiti per la seva estrella hoste.
El límit entre planetes rocosos i planetes amb una gruixut embolcall gasós es calcula amb models teòrics. Calculant l'efecte de la fase de saturació XUV activa de les estrelles de tipus G sobre la pèrdua dels primitius embolcalls d'hidrogen capturats per la nebulosa als planetes extrasolars, s'obté que planetes amb una massa central de més d'1,5 massa terrestre (1,15 radi terrestre màxim .), molt probablement no puguin desfer-se dels embolcalls d'hidrogen capturats per la seva nebulosa durant tota la seva vida.
Altres càlculs assenyalen que el límit entre les superterres rocoses i els subneptuns sense embolcall és d'uns 1,75 radis terrestres, ja que 2 radis terrestres seria el límit superior per ser rocosos (un planeta amb 2 radis terrestres i 5 ràdios terrestres). - masses amb una composició mitjana del nucli semblant a la Terra implicaria que 1/200 de la seva massa estaria en un embolcall H/He, amb una pressió atmosfèrica propera a 2.0 GPa o 20,000 bar). Que el primitiu embolcall H/He capturat per la nebulosa d'una superterra es perd completament o no després de la formació també depèn de la distància orbital. Per exemple, els càlculs de formació i evolució del sistema planetari Kepler-11 mostren que els dos planetes més interns Kepler-11b i c, la massa calculada dels quals és ≈2 M🜨  i entre ≈5 i 6 M🜨 respectivament (que estan dins d'errors de mesura), són extremadament vulnerables de pèrdua d'embolcall. En particular, l'eliminació completa de l'embolcall primordial H/He per part de fotons estel·lars energètics sembla gairebé inevitable en el cas de Kepler-11b, independentment de la seva hipòtesi de formació.
Si una superterra és detectable tant pel mètode de velocitat radial com pel mètode de trànsit, llavors es poden determinar tant la seva massa com el seu radi; així es pot calcular la seva densitat aparent mitjana. Les observacions empíriques reals donen resultats similars als models teòrics, ja que s'ha trobat que els planetes més grans d'aproximadament 1,6 de radi terrestre (més massius que aproximadament 6 masses terrestres) contenen fraccions significatives de volàtils o gas H/He (aquests planetes semblen tenir una diversitat de composicions que no està ben explicada per una única relació massa-radi com la que es troba als planetes rocosos). Després de mesurar 65 superterres més petites que 4 radis terrestres, les dades empíriques assenyalen que els nans gasosos serien la composició més habitual: hi ha una tendència en què els planetes amb radis de fins a 1,5 radis terrestres augmenten de densitat amb l'augment del radi, però per sobre d'1,5 radis, la densitat mitjana del planeta disminueix ràpidament amb l'augment del radi, cosa que indica que aquests planetes tenen una gran fracció de volàtils per volum sobre un nucli rocós. Un altre descobriment sobre la composició dels exoplanetes és el de la bretxa o raresa observada per als planetes entre 1,5 i 2,0 radis terrestres, que s'explica per una formació bimodal de planetes (superterres rocoses per sota de 1,75 i 2,0). subneptuns amb embolcalls de gas gruixuts per sobre d'aquests radis).
Estudis addicionals, realitzats amb làsers al Lawrence Livermore National Laboratory i al laboratori OMEGA de la Universitat de Rochester, mostren que les regions internes de silicat de magnesi del planeta patiria canvis de fase sota les immenses pressions i temperatures d'un planeta superterra, i que les diferents fases d'aquest silicat de magnesi líquid es separarien en capes.

### Activitat geològica
Altres treballs teòrics de Valencia i altres suggereixen que les súper-Terres serien més actives geològicament que la Terra, amb una tectònica de plaques més vigorosa a causa de plaques més fines sota més estrès. De fet, els seus models van suggerir que la Terra era en si mateixa un cas "límit", amb prou feines prou gran per mantenir la tectònica de plaques. No obstant això, altres estudis van determinar que els forts corrents de convecció al mantell que actuen sobre una forta gravetat farien que l'escorça fos més forta i, per tant, inhibiria la tectònica de plaques. La superfície del planeta seria massa forta perquè les forces del magma trenquessin l'escorça en plaques.

### Evolució
Les noves investigacions suggereixen que és poc probable que els centres rocosos de les superterres evolucionin cap a planetes rocosos terrestres com els planetes interiors del Sistema Solar perquè semblen mantenir-se a les seves grans atmosferes. En lloc d'evolucionar cap a un planeta compost principalment per roca amb una atmosfera fina, el petit nucli rocós roman engolit pel seu gran embolcall ric en hidrogen.
Els models teòrics mostren que els Júpiters calents i els Neptuns calents poden evolucionar per pèrdua hidrodinàmica de les seves atmosferes a minineptuns (com podria ser la superterra GJ 1214 b), o fins i tot a planetes rocosos coneguts com a Planeta ctònics (després de migrar cap a la proximitat de la seva estrella mare). La quantitat de les capes més externes que es perden depèn de la mida i del material del planeta i de la distància a l'estrella. En un sistema típic, un gegant gasós que orbita 0,02 ua al voltant de la seva estrella mare perd un 5-7% de la seva massa durant la seva vida, però orbitar més a prop de 0,015 ua pot significar l'evaporació de tot el planeta, excepte el seu nucli.
Les baixes densitats inferides a partir de les observacions impliquen que una fracció de la població de superterres té embolcalls substancials d'H/He , que poden haver estat encara més massius poc després de la seva formació. Per tant, contràriament als planetes terrestres del sistema solar, aquestes superterres s'han d'haver format durant la fase gasosa del disc protoplanetari del seu progenitor.

### Temperatures
Com que les atmosferes, l'albedo i els efectes hivernacles de les superterres són desconegudes, es desconeixen les temperatures de la superfície i generalment només es dóna una temperatura d'equilibri. Per exemple, la temperatura del cos negre de la Terra és de 255,3 K (−18 °C o 0 °F). Són els gasos d'efecte hivernacle els que mantenen la Terra més calenta. Venus té una temperatura del cos negre de només 184,2 K (−89 °C o -128 °F) tot i que Venus té una temperatura real de 737 K (464 °C o 867 °F). Tot i que l'atmosfera de Venus atrapa més calor que la de la Terra, la NASA enumera la temperatura del cos negre de Venus basant-se en el fet que Venus té una albedo extremadament alta (Albedo de Bond de 0,90, Albedo geomètrica visual de 0,67), el que li dóna una temperatura de cos negre més baixa que la Terra, que és més absorbent (menor albedo).

### Camp magnètic
El camp magnètic de la Terra és el resultat del seu nucli metàl·lic líquid que flueix, però a les superterres la massa pot produir altes pressions amb grans viscositats i altes temperatures de fusió, cosa que podria evitar que els interiors se separin en diferents capes i, per tant, donar lloc a mantells sense nucli indiferenciats. L'òxid de magnesi, que és rocós a la Terra, pot ser un metall líquid a les pressions i temperatures que es troben a les súper-Terres i podria generar un camp magnètic als mantells de les superterres. Dit això, els camps magnètics de la superterra encara no s'han detectat per mitjà d'observacions.

### Habitabilitat
{{AP| Habitabilitat planetària| astrobiologia}
Segons una hipòtesi, les superterres d'unes dues masses terrestres poden ser favorables a la vida. La major gravetat de la superfície conduiria a una atmosfera més espessa, una major erosió superficial i, per tant, una topografia més plana. El resultat podria ser un "planeta arxipèlag" d'oceans poc profunds esquitxats de cadenes d'illes ideals per a la biodiversitat. Un planeta més massiu de dues masses terrestres també retindria més calor dins del seu interior des de la seva formació inicial molt més temps, mantenint la tectònica de plaques (que és vital per regular el cicle del carboni i, per tant, el clima) durant més temps. L'atmosfera més espessa i el camp magnètic més fort també protegirien la vida a la superfície dels raigs còsmics nocius.